# Семь природных чудес Украины
«Семь природных чудес Украины» (укр. Сім природних чудес України) — всеукраинский конкурс для определения семи природных памятников Украины, проведённый в 2007—2008 годах.

## Акция

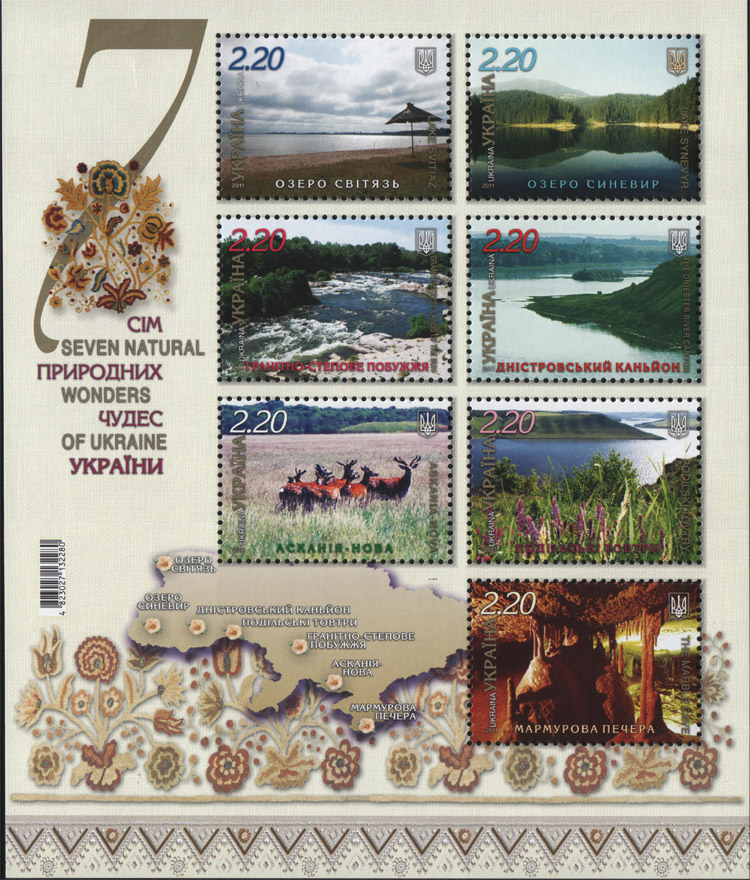
Почтовый блок Украины. Семь природных чудес Украины: озеро Свитязь, озеро Синевир, гранитно-степное Побужье, Днестровский каньон, Аскания-Нова, Подольские Товтры, Мраморная пещера.

Акция стартовала в 2007 году по инициативе украинского политика Николая Томенко. Среди организаторов акции — Государственная служба туризма и курортов Украины, комитет Верховной Рады Украины по вопросам молодёжной политики, спорта и туризма, Национальная радиокомпания Украины и другие средства массовой информации.
Научное и экспертное сопровождение мероприятия осуществлялось Институтом геологических наук НАУ Украины и специалистами географических и геологических вузов Украины, большую помощь оказали геологические предприятия страны.
К марту 2008 года были оглашены 100 претендентов на звание семи природных чудес Украины. 7 июля 2008 года экспертами выбран 21 объект, по которым было проведено голосование, 21 августа 2008 года после интернет-голосования и экспертной оценки были объявлены семь победителей.
Региональные оргкомитеты выставили на конкурс различные объекты. Было отобрано около тысячи объектов. Из этой тысячи экспертный совет, состоящий из сотни человек (культурологов, историков, специалистов туристического бизнеса) выбрали список сначала из 100, а потом из 21 объекта для интернет-голосования.

## Топ-7
- Аскания-Нова (биосферный заповедник, Херсонская область)
- Днестровский каньон (Винницкая, Ивано-Франковская, Тернопольская, Хмельницкая обл.)
- Гранитно-степное Побужье (регионально-ландшафтный парк, Николаевская область)
- Мраморная пещера (АР Крым[1])
- Подольские Товтры (национальный природный парк, Хмельницкая область)
- Свитязь (озеро, Волынская область)
- Синевир (озеро, Закарпатская область)

## Топ-21
- Аскания-Нова (биосферный заповедник, Херсонская область)
- Базальтовые столбы (геологический заказник, Ровненская область)
- Балаклавская бухта с мысами Айя и Фиолент (АР Крым[1])
- Буковинские водопады (ландшафтный заказник, Буковина)
- Говерла (гора, Ивано-Франковская область)
- Гранитно-степное Побужье (регионально-ландшафтный парк, Николаевская область)
- Деснянская оболонь (возле г. Новгород-Северский, Черниговская область)
- Днестровский каньон (Винницкая, Ивано-Франковская, Тернопольская, Хмельницкая обл.)
- Дунайский биосферный заповедник (Одесская область)
- Каменные могилы (заповедник, Донецкая область)
- Каневские горы (р. Днепр, Черкасская область)
- Карадагский природный заповедник (АР Крым[1])
- Кочубеевские дубы (Полтавская область)
- Мраморная пещера (АР Крым[1])
- Алешковские пески (Херсонская область)
- Оптимистичная пещера (Тернопольская область)
- Подольские Товтры (национальный природный парк, Хмельницкая область)
- Свитязь (озеро, Волынская область)
- Синевир (озеро, Закарпатская область)
- Тустань. Урицкие скалы (Львовская область)
- Яблоня-колония (Сумская область)

## Топ-100
Полный перечень:
- Киев: Жуков остров и Замковая гора.
- Киевская область: Гранитный остров на реке Рось; правый берег Киевского водохранилища.
- Крым:[1] Аю-Даг; Булганакское поле грязевых вулканов; Большой каньон Крыма; гора Опук с Кояшским озером и скалами Кораблями; долина реки Бодрак; Карадагский природный заповедник; Мраморная пещера; Красные пещеры; скалы Адалары и водопад Учан-Су.
- Севастополь:[1] Балаклавская бухта; Мыс Айя и Мыс Фиолент.
- Винницкая область: Ильинецкий кратер; Бужские пороги; Гайдамацкий Яр.
- Волынская область: Оконские источники; озеро Свитязь; Цуманская пуща; Черемский природный заповедник.
- Днепропетровская область: Самарский лес; группа скал «Орлиное гнездо» (Криворожский железнорудный бассейн).
- Донецкая область: Каменные могилы; меловые горы в Национальном природном парке «Святые горы»; Дружковские окаменевшие деревья; Стыльское обнажение девонских пород.
- Житомирская область: Водопад Вчелька; Каменное Село; каньон реки Тетерев; скала Голова Чацкого.
- Закарпатская область: Долина нарциссов; геологическое обнажение вулканов «Чёрная гора»; озеро Синевир; пещеры и озёра Солотвина; участок «Клобук».
- Запорожская область: Каменная могила; Обиточная коса; Заповедник Хортица.
- Ивано-Франковская область: Говерла; Скалы Довбуша; Старунский грязевой вулкан; водопад Пробий.
- Кировоградская область: Гранитные скалы на реке Ингул; Урочище «Каскады»; Урочище «Монастырище»; Урочище «Чёрный Лес».
- Луганская область: Королевские скалы (Луганский природный заповедник); Провальская степь; Бараньи лбы.
- Львовская область: Природный комплекс долины реки Каменка; скала Камень-великан; Тустань.
- Николаевская область: Гранитно-Степное Побужье; Кинбурнская коса; остров Березань; Урочище «Гард».
- Одесская область: Дунайский биосферный заповедник; Одесские катакомбы; остров Змеиный.
- Полтавская область: Гадячский региональный ландшафтный парк; Гора Пивиха; Кочубеевские дубы; Паросоцкий лес.
- Ровненская область: Базальтовые столбы; Надслучанская Швейцария; болото Переброды; Юзефинский дуб.
- Сумская область: Михайловская целина; Среднесеймский заказник; Яблоня-колония.
- Тернопольская область: Днестровский каньон; Кременецкие горы; Нырковский каньон; Оптимистическая пещера.
- Харьковская область: Бурлуцкий заказник; Катериновский заказник; парк в Сковородиновке на территории музей Г. С. Сковороды.
- Херсонская область: Аскания-Нова; Олешковские пески; Урочище Буркуты (Олешковские пески); Черноморский биосферный заповедник.
- Хмельницкая область: Пещера Атлантида; Подольские Товтры; Смотричский каньон.
- Черкасская область: Букский каньон; Гетьманская гора; Дуб Максима Железняка; Каневские горы; Тясминский каньон.
- Черниговская область: Деснянская оболонь; Урочище «Замглай».
- Черновицкая область: Буковинские водопады; Звенячинско-Крещатицкая стенка; пещера Золушка; скала Камень Багачка; скалы Чёрный Дол.